# Osservatorio di Isaac Roberts
L'osservatorio di Isaac Roberts è stato un osservatorio ottico collocato nella tenuta privata dell'astronomo britannico Isaac Roberts. Situato a Crowborough, nel Sussex, fu attivo dal 1890, quando Roberts lo costruì, fino alla sua morte nel 1904.

Roberts iniziò le osservazioni astronomiche nel 1878, constatando la necessità di avere le migliori condizioni di osservazione per ottenere registrazioni fotografiche significative. La ricerca di un clima migliore anche a seguito di una bronchite cronica che lo affliggeva, lo spinse a cercare una nuova posizione più adatta alle osservazioni. Nel 1885 acquistò una proprietà di quattro acri (1,6 ettari), dove costruì la sua casa ed un osservatorio a cupola per ospitare i suoi telescopi. Nel 1890 si trasferì nella nuova casa, che chiamò Starfield e proseguì il proprio lavoro che gli valse, tra gli altri premi, la medaglia d'oro della Royal Astronomical Society. Isaac Roberts morì nel 1904.

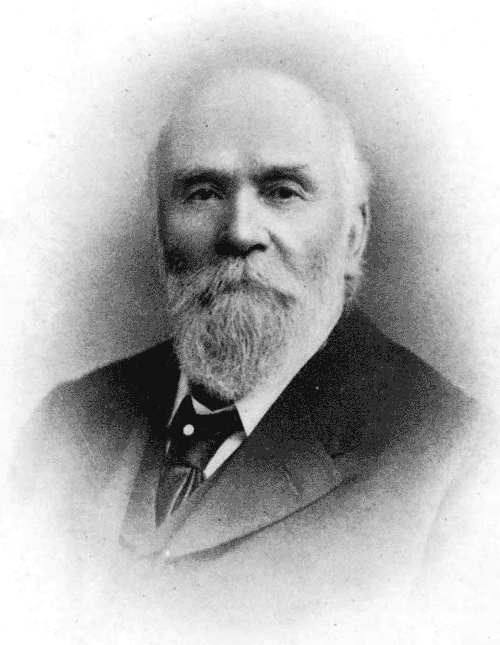
Isaac Roberts

Dopo la sua morte la casa cambiò proprietari diverse volte fino a quando, nel 1928, fu acquistata dalla municipalità locale e trasformata in uffici. Nel 1935 gli uffici furono ampliati con la conseguente scomparsa della cupola dell'osservatorio. Negli anni '80, a causa delle necessità edilizie della municipalità, la casa fu venduta e demolita per costruire nuove residenze. Il nuovo quartiere mantenne il nome di Starfield.

## Descrizione
L'osservatorio era situato sulla cima della collina di Crowborough a circa 250 metri sul livello del mare, il punto più alto della regione circostante. Gli edifici sono stati progettati per consentire ai telescopi di essere orientati fino a 20° sopra l'orizzonte. Accanto all'osservatorio erano situati alcuni edifici dedicati ad un laboratorio fotografico, con camera oscura e ulteriori strutture per lo sviluppo delle fotografie. L'osservatorio era collegato alla casa da un corridoio che accedeva alla biblioteca.
La cupola dell'osservatorio era emisferica, costruita in legno con rivestimento in rame all'esterno. Due aperture di circa 120 cm ciascuna consentivano di effettuare longitudinalmente e latitudinalmente le osservazioni.

## Strumenti

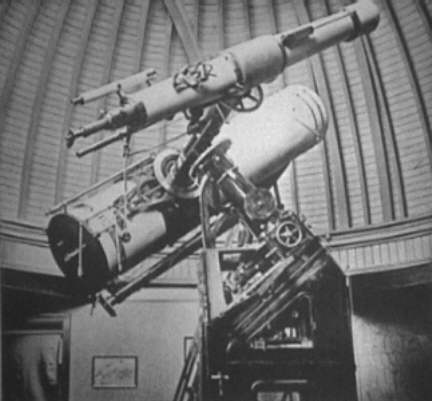
I telescopi da 7" e da 20" dell'osservatorio di Isaac Roberts.

Nell'osservatorio erano alloggiati due telescopi: un rifrattore da 7 pollici (177,8 mm) di diametro di tipo Cooke, acquistato da Roberts nel 1878; ed un riflettore da 20 pollici (distanza focale da 100 pollici), prodotto da Grubb e acquistato nel 1886.
L'osservatorio compare nella lista dei codici osservatori del Minor Planet Center con il codice 001.